# Clementina da Bélgica
Clementina Albertina Maria Leopoldina da Bélgica (em francês:  Clémentine Albertine Marie Léopoldine;  Castelo Real de Laeken, 30 de julho de 1872 — Nice, 8 de março de 1955) foi a esposa de Vítor Bonaparte, pretendente bonapartista ao trono de França, como Napoleão V.

## Primeiros anos
A princesa Clementina da Bélgica nasceu em 1872, no Castelo Real de Laeken (a noroeste de Bruxelas). Foi a terceira filha do rei Leopoldo II da Bélgica e da arquiduquesa Maria Henriqueta da Áustria. Tinha duas irmãs mais velhas, a princesa Luísa e a princesa Estefânia. O seu único irmão, o príncipe Leopoldo, Duque de Brabante, morreu de pneumonia em 1869, depois de cair numa poça.
Clementina foi criada pela mãe que, segundo alguns relatos, tinha um temperamento difícil. As suas irmãs mais velhas casaram-se quando ela ainda era muito nova. A princesa Luísa em 1875 e a princesa Estefânia em 1881. No entanto, quando atingiu a maioridade, o seu pai deu-lhe a liberdade de viajar sem a permissão da mãe. Mais tarde, Clementina escreveu uma carta ao pai, a agradecer-lhe, onde dizia: "Obrigada meu querido pai, consegui encontrar a felicidade". Contudo, esta oportunidade feliz de viajar terminou subitamente com a morte de sua mãe em 1902, altura em que a princesa foi forçada a assumir as funções de primeira dama da corte belga.

## Interesses amorosos
Ao longo da sua vida, Clementina teve três interesses amorosos conhecidos. O primeiro foi o seu primo, o príncipe Balduíno da Bélgica, filho mais velho do seu tio, o príncipe Filipe, Conde de Flandres, e herdeiro ao trono da Bélgica, após a morte do seu irmão Leopoldo, Duque de Brabante. Balduíno não tinha os mesmos sentimentos pela prima e morreu quando tinha pouco mais de vinte anos. O segundo foi o barão Auguste Goffinet, um membro da corte belga. O casamento com o barão teria sido impossível, uma vez que este não possuía sangue real. O seu último grande amor, com quem acabaria por ficar, foi o príncipe Napoleão Vítor Bonaparte, que se tornou no pretendente Bonaparte ao trono francês após a morte do seu primo, Napoleão Eugênio, Príncipe Imperial da França, filho da imperatriz Eugénia.

## Príncipe Napoleão Vítor

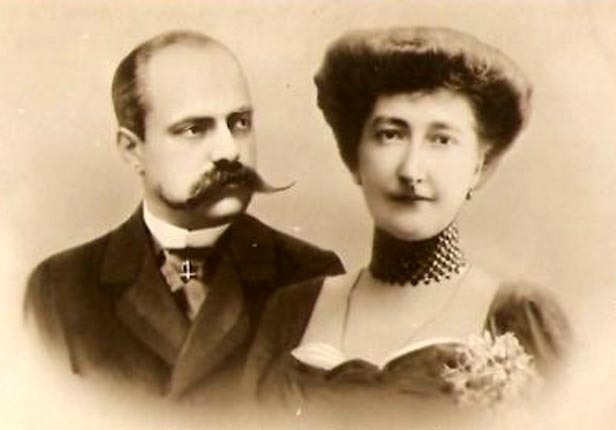
Clementina com o seu marido, Napoleão Vítor

A princesa Clementina conheceu o príncipe Bonaparte em 1888, quando ele visitou o seu palácio. Mais tarde, confessou a uma das suas irmãs que se sentia atraída por ele. O rei Leopoldo era contra a união, o que levou a um corte de relações entre pai e filha. Em 1903, quando tinha já trinta e um anos, Clementina voltou a pedir permissão ao pai para se casar com o príncipe e esta voltou a ser recusada. Clementina voltou a insistir, mas o seu pai ameaçou deserdá-la se ela seguisse em frente com o casamento.

## Morte do pai e casamento
O pai de Clementina, o rei da Bélgica, morreu em 1909, o que permitiu que Clementina pedisse autorização para casar ao novo monarca, o seu primo Alberto, irmão mais novo do príncipe Balduíno. O casamento da princesa Clementina com o príncipe Napoleão Vítor realizou-se em Moncalieri, na Itália, a 10 de novembro de 1910. Mais tarde, Clementina escreveu à sua irmã Estefânia, casada na altura com o conde Elemer Lonyay, a elogiar o marido: "O meu bom marido, gentil, apaixonado, carinhoso, inteligente, conhecedor de pessoas e coisas. É lindo este príncipe. O Napoleão é um amor, adoro-o." Napoleão e Clementina tiveram dois filhos, a princesa Maria Clotilde, nascida em 1912, e o príncipe Luís Jerónimo Bonaparte, nascido em 1914.

## Genealogia
| Clotilde da Bélgica | Pai: Leopoldo II da Bélgica      | Avô paterno: Leopoldo I da Bélgica         | Bisavô paterno: Francisco, Duque de Saxe-Coburgo-Saalfeld     |
| Clotilde da Bélgica | Pai: Leopoldo II da Bélgica      | Avô paterno: Leopoldo I da Bélgica         | Bisavó paterna: Augusta Reuss-Ebersdorf                       |
| Clotilde da Bélgica | Pai: Leopoldo II da Bélgica      | Avó paterna: Luísa Maria d'Orleães         | Bisavô paterno: Luís Filipe I de França                       |
| Clotilde da Bélgica | Pai: Leopoldo II da Bélgica      | Avó paterna: Luísa Maria d'Orleães         | Bisavó paterna: Maria Amélia de Nápoles e Sicília             |
| Clotilde da Bélgica | Mãe: Maria Henriqueta da Áustria | Avô materno: José de Áustria-Toscana       | Bisavô materno: Leopoldo II do Sacro Império Romano-Germânico |
| Clotilde da Bélgica | Mãe: Maria Henriqueta da Áustria | Avô materno: José de Áustria-Toscana       | Bisavó materna: Maria Luísa da Espanha                        |
| Clotilde da Bélgica | Mãe: Maria Henriqueta da Áustria | Avó materna: Maria Doroteia de Württemberg | Bisavô materno: Luís de Württemberg                           |
| Clotilde da Bélgica | Mãe: Maria Henriqueta da Áustria | Avó materna: Maria Doroteia de Württemberg | Bisavó materna: Henriqueta de Nassau-Weilburg                 |